# La palla da biliardo
La palla da biliardo (The Billiard Ball) è un racconto di fantascienza di Isaac Asimov scritto nel 1966 e pubblicato per la prima volta nel numero di marzo 1967 della rivista If. Successivamente è stato incluso nelle antologie Misteri. I racconti gialli di Isaac Asimov (Asimov's Mysteries) del 1968, Il meglio di Asimov (The Best of Isaac Asimov) del 1973 , Sogni di robot (Robot Dreams) del 1986 e Tutti i racconti. Volume secondo (The Complete Stories vol. 2) del 1992. È stato tradotto in italiano per la prima volta nel 1967.

## Trama
La storia si basa sul racconto da parte di un giornalista degli eventi accaduti in occasione della scoperta di un congegno antigravità. La storia descrive i rapporti tra il creatore del congegno, l'inventore miliardario Edward Bloom, e il suo vecchio compagno di università James Priss, un fisico teorico vincitore del Premio Nobel il quale ha scoperto la teoria sulla quale si basa l'invenzione di Bloom.
I due uomini sono entrambi giocatori esperti di biliardo e inoltre sono acerrimi rivali. Costretto da Bloom a prendere parte attiva a una dimostrazione pubblica del suo congegno antigravità, Priss esegue un elaborato tiro di biliardo, mandando una palla a finire dritta in un campo antigravità che si trova al centro del tavolo. A quel punto succede l'imprevedibile, mentre il racconto comincia a indirizzarsi verso la conclusione della vicenda.
Ricca di riferimenti alla fisica teorica, la storia si basa sul concetto di una macchina antigravità che si rivela essere una macchina in moto perpetuo di prima classe. L'energia viene creata liberamente in un volume di spazio che viene “appiattito” come descritto nella teoria della relatività di Einstein. All'interno di questo campo valgono proprietà particolari, come il fatto che un oggetto qualsiasi vede la sua massa ridursi a zero e di conseguenza si deve muovere alla velocità della luce.
Il racconto La palla da biliardo è citato nel romanzo di fantascienza Il problema dei tre corpi di Cixin Liu.